# مسابقه تلاش

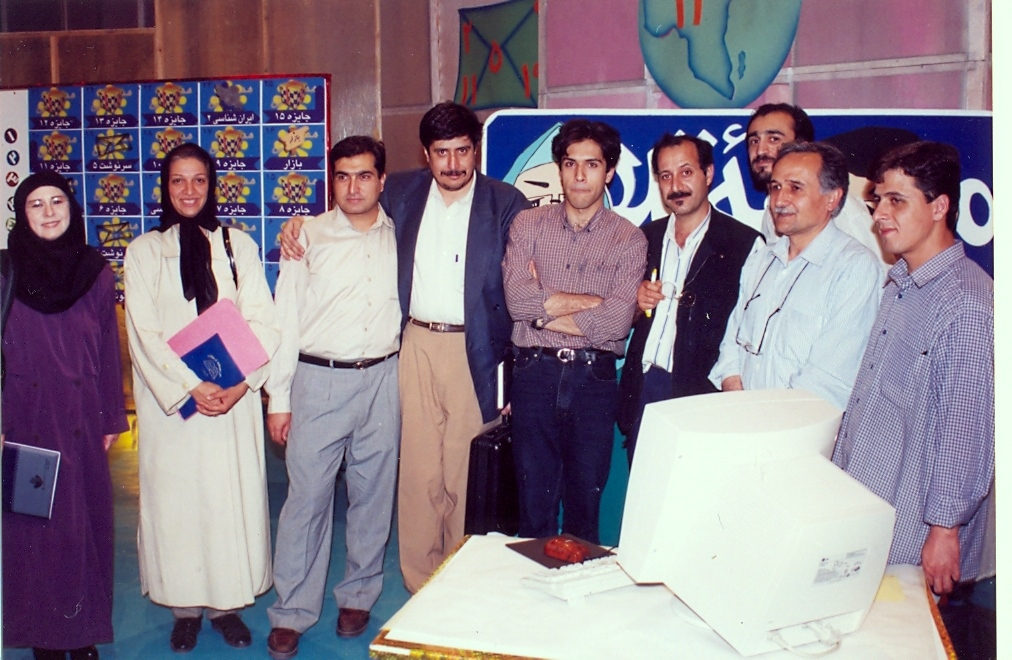
تعدادی از دست‌اندرکارن مسابقه‌ی تلاش

تلاش نام مسابقه‌ای بود که در طی سال‌های ۱۳۷۶ تا ۱۳۷۹ از شبکه اول  پخش می‌شد. این مسابقه جزو پربیننده‌ترین مسابقات تلویزیونی بود. اجرای سری اول این مسابقه را محسن قصابیان و سونیا پوریامین و در سری دوم حسین محب‌اهری و فرحناز منافی ظاهر و در سری سوم حسین عرفانی به همراه همسرش شهلا ناظریان بعهده داشتند.

## شناسنامه
- مدت: ۱۲۲ قسمت ۴۵ دقیقه‌ای
- تعداد بینندگان: ۷۲ درصد[۲]
- شبکه تلویزیونی سفارش دهنده: گروه اقتصاد شبکهٔ اول سیما
- پخش شده: شبکه اول سیما

## عوامل
- اجرا: سونیا پوریامین و محسن قصابیان؛ حسین محب‌اهری و فرحناز منافی ظاهر؛ حسین عرفانی و شهلا ناظریان.
- طراحان و تهیه‌کنندگان: میترا منصوری، مصطفی عزیزی.
- کارگردانان: حسین آقاهرندی، حسین فردرو.
- طراح دکور و وسایل بازی و سرپرست اجرا و نصب دکور: روانبخش صادقی.
- تدوین: حسن آزاد حسینی.
- موسیقی: فصل اول:مهدی خیرخواه.فصل دوم:محمدرضا معین
- صدابردار: صدیقه بهبهانی، تیرداد رضایی‌شیراز.
- تصویربرداران: مسعود زمردنیا، عباس خوشگو، غلامرضا حسین‌زاده، احمد رمضانی، احمد صراف‌نژاد.
- نورپرداز: سیروس عبدلی.
- کارشناس هوش: خسرو خبیری.
- انیمیشن کامپیوتری: کیان شاعری‌نیا، بهنام خمیسی، حسن کربلایی، مریم بابائی.

## جوایز
- بهترین‌های تلویزیون به انتخاب خوانندگان نشریه هفته‌نامه سینما.[۳]
- بهترین مسابقهٔ تلویزیونی به انتخاب خوانندگان مجله‌ٔ سروش.[۴]